# Étoile variable
Pour les articles homonymes, voir étoile (homonymie) et variable.

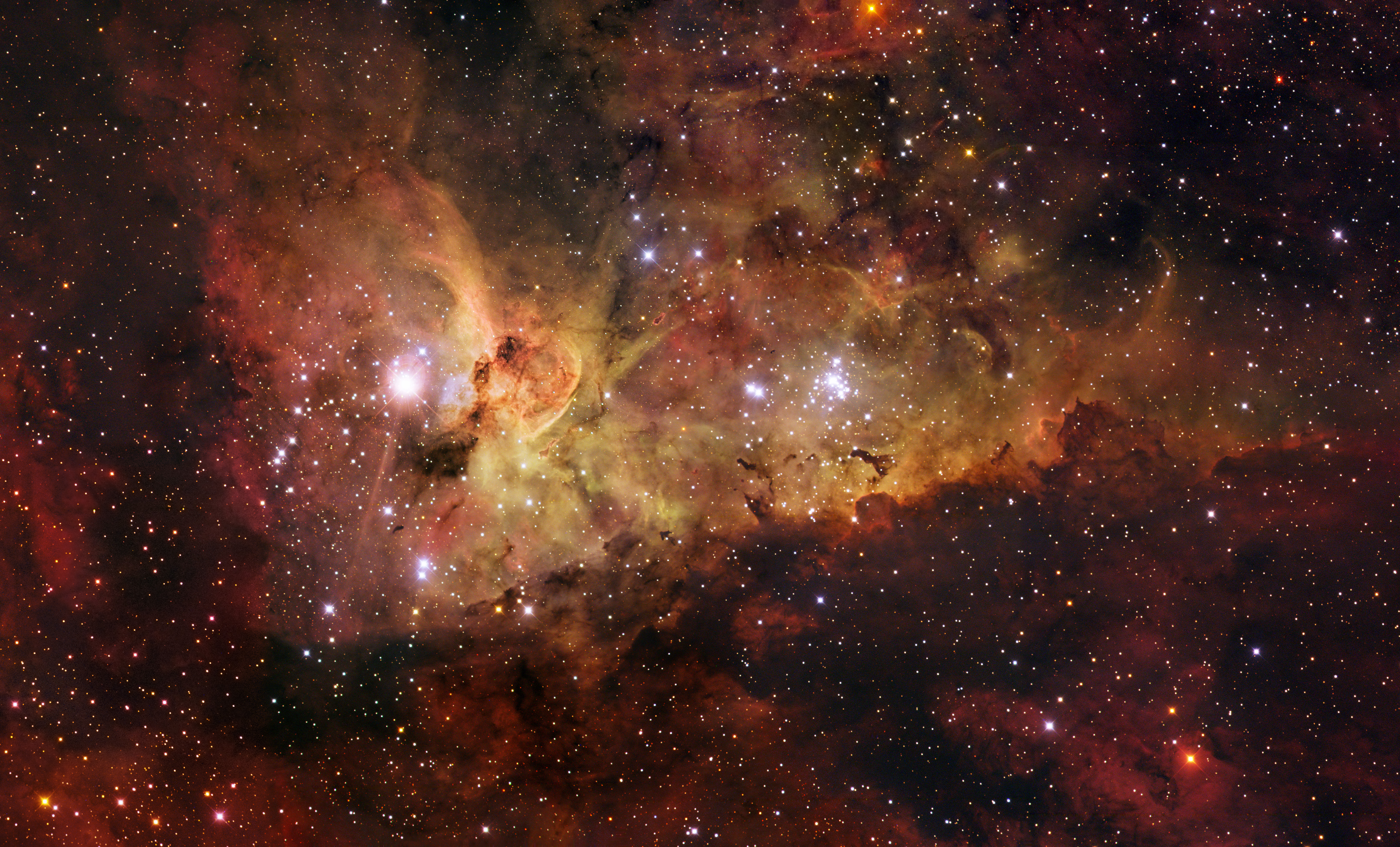
Eta Carinae, dans la nébuleuse de l’Homoncule, est une étoile hypergéante variable bleue, dite aussi de type S Doradus.

En astronomie, une étoile variable, ou, par ellipse, une variable — anciennement, une étoile changeante ou une changeante — est une étoile dont l'éclat — la luminosité — varie au cours de périodes plus ou moins longues (on parle à ce titre de variabilité stellaire).
Alors que la plupart des étoiles sont de luminosité presque constante, comme le Soleil qui ne possède pratiquement pas de variation mesurable (environ 0,1 % sur un cycle de 11 ans), la luminosité de certaines étoiles varie de façon perceptible pendant des périodes de temps beaucoup plus courtes.

## Historique

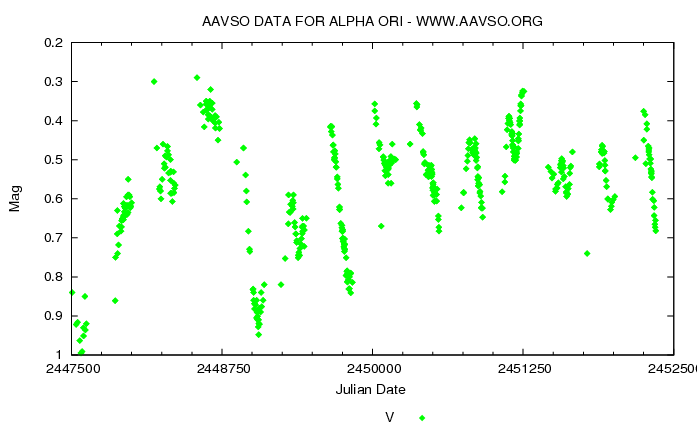
Courbe de lumière de Bételgeuse, étoile variable semi-régulière.

D'après Lauri Jetsu et al., de l'université d'Helsinki, le Calendrier du Caire, papyrus égyptien daté de 1271 à 1163 av. J.-C., serait le plus ancien document historique faisant état d'observations d'une étoile variable à l'œil nu,.
À l'époque moderne, la variation de luminosité de certaines étoiles fut découverte au XVIe siècle lors de l'apparition de la supernova de 1572 par Tycho Brahe et l'observation de l'augmentation et la diminution régulière de l'éclat de l'étoile Mira (o Ceti) en 1596. On découvrit de plus en plus d'étoiles variables au fur et à mesure de l'amélioration des instruments d'observation ; actuellement, les catalogues, dont le plus important est le General Catalogue of Variable Stars, contiennent plus de 40 000 étoiles variables ou suspectées de l'être.
À l'origine, la luminosité des étoiles était déterminée visuellement en comparant une étoile avec ses voisines.
Plus tard, le développement de la photographie permit de comparer ces luminosités sur une plaque photographique.
Actuellement, elles sont mesurées précisément à l'aide d'un détecteur photoélectrique ou à l'aide de caméra CCD.
Ces luminosités sont tracées sur un graphe, la courbe de lumière, qui représente la magnitude en fonction du temps. Ce graphe permet de déterminer l'amplitude des variations et leur période.
L'enregistrement de ces courbes de lumière est un des seuls domaines de l'astronomie où les amateurs peuvent réellement aider les professionnels, voire effectuer du vrai travail de recherche.

## Classification
Strictement parlant, toutes les étoiles sont variables car leur structure et leur luminosité changent avec leur évolution, mais en général ces changements sont très lents. Toutefois, pour certaines phases évolutives, les variations peuvent être extrêmement rapides ou être périodiques, comme la pulsation de la couche externe de certaines étoiles.
D'autres petites variations de luminosité peuvent être causées par des taches froides ou chaudes à la surface de l'étoile qui apparaissent et disparaissent avec la rotation de l'étoile sur elle-même. Pour cette raison, le Soleil est une étoile très faiblement variable à cause des taches solaires et il est fort probable que la plupart des étoiles possèdent des taches similaires.
Les étoiles variables sont classées en deux grands groupes, eux-mêmes subdivisés en une multitude de sous-groupes portant généralement le nom d'une étoile qui les caractérise :

### Étoiles variables intrinsèques

Types de variables intrinsèques dans le diagramme de Hertzsprung-Russell.

Ce sont des étoiles dont les variations de luminosité sont provoquées par des changements de la structure même de l'étoile.
Une étoile variable intrinsèque peut être rattachée à différents types suivant son comportement :

#### Variables pulsantes
Les étoiles pulsantes (en) renferment la plus grande partie des variables. Ces étoiles présentent une variation périodique de leur volume : elles gonflent et rétrécissent périodiquement, affectant leur luminosité et leur spectre. Les pulsations sont généralement séparées en pulsations radiales, où l'étoile entière gonfle et rétrécit dans son ensemble et en pulsations non-radiales, où une partie de l'étoile enfle pendant qu'une autre partie rétrécit. Certains scientifiques considèrent que les pulsations non-radiales couvrent tous les cas, les pulsations radiales étant un cas particulier, mais les considérer comme mutuellement exclusives est pratique puisque les étoiles varient généralement selon un type ou l'autre,.
Selon le type de pulsation et sa position dans l'étoile, il existe une fréquence fondamentale ou fréquence naturelle qui détermine la période de l'étoile. Les étoiles peuvent aussi pulser selon un harmonique ou partiel correspondant à une fréquence plus élevée et donc à une période plus courte. Les étoiles variables pulsantes ont parfois une seule période bien définie, mais souvent elles pulsent simultanément avec des fréquences multiples et une analyse complexe est requise pour déterminer les périodes séparées interférentes. Dans certains cas, les pulsations n'ont pas de fréquence définie, provoquant une variation aléatoire, appelée stochastique. L'étude des intérieurs stellaires à l'aide de leurs pulsations est l'astérosismologie.
La pulsation d'une étoile est causée par une force motrice non équilibrée et un mécanisme de rétroaction. Dans les étoiles variables pulsantes la force motrice est l'énergie interne de l'étoile, habituellement issue de la fusion nucléaire, mais dans certains cas seulement de l'énergie stockée, en se propageant vers l'extérieur. A certains endroits du diagramme H-R, correspondant à des combinations particulières de température, de taille et de chimie interne, le flux d'énergie sortant par rayonnement varie fortement avec la densité ou la température de la matière à travers laquelle il passe. Lorsque l'opacité d'une couche est élevée, cette couche bloque le rayonnement, l'absorbant et par conséquent devient plus chaude et gonfle. Comme la couche gonfle elle finit par refroidir, son ionisation chute et elle devient plus transparente au rayonnement, lui permettant de refroidir davantage, jusqu'à ce qu'elle refroidisse assez pour devenir plus dense et retomber dans l'étoile, et donc accroissant sa température et recommençant le cycle, provoquant des pulsations régulières. Cela arrive généralement lorsque le niveau d'ionisation de la matière change, par exemple avec l'ionisation de l'hélium des étoiles jaunes dans la bande d'instabilité.
La phase d'expansion d'une pulsation est causée par le blocage du flux d'énergie interne par une matière ayant une forte opacité, mais ceci doit se produire à une profondeur particulière dans l'étoile pour créer des pulsations visibles. Si l'expansion se produit sous une zone convective il n'y aura pas de variation visible à la surface. Si l'expansion a lieu trop près de la surface la force de restoration sera trop faible pour créer une pulsation. La force de restoration créant la phase de contraction d'une pulsation peut être la pression si la pulsation se produit dans une couche non-dégénérée située en profondeur dans l'étoile, et cela est appelé un mode de pulsation acoustique ou de pression, abrégé en mode p. Dans d'autres cas, la force de restauration est la simple gravité et cela est appelé mode g. Les étoiles variables pulsantes pulsent seulement selon l'un de ces deux modes.
| Type                | Période          | Variation (en magnitude) | Commentaire                                                                                           |
| ------------------- | ---------------- | ------------------------ | --- |
| Céphéide            | 1 à 70 jours     |                          | Relation étroite entre la période et la luminosité                                                    |
| Céphéide classique  | 1 à 70 jours     |                          | Céphéide avec une étoile de population I                                                              |
| Céphéide de type II | 1 à 70 jours     |                          | Céphéide avec une étoile de population II                                                             |
| BL Herculis         | 1 à 4 jours      |                          | Sous-type de céphéide de type II                                                                      |
| W Virginis          | 10 à 20 jours    |                          | Sous-type de céphéide de type II                                                                      |
| RV Tauri            | 30 à 150 jours   |                          | Sous-type de céphéide de type II, présentant deux minima successifs distincts                         |
| Mira                | 80 à 1 000 jours | 2,5 à 11                 | Période et variation extrêmement précises                                                             |
| RR Lyrae            | 0,05 à 1,2 jours | 0,3 à 2                  | |
| α Cygni             | 5 à 10 jours     | < 0,1                    | Pulsations non-radiales                                                                               |
| δ Scuti             | 0,25 à 5 heures  | 0,003 à 0,9              | |
| β Cephei            | 3,5 à 6 heures   | 0,1 à 0,3                | |
| Semi-régulière      | 20 à 2 000 jours | variable                 | Géantes ou supergéantes dont les variations de luminosité, sans être erratiques, sont peu prévisibles |

#### Variables par rotation
Les étoiles variables par rotation voient leur luminosité varier par la présence de taches sombres ou claires à leur surface. Ainsi, lorsque l'étoile tourne sur elle-même, plus ou moins de lumière arrive jusqu'à nous.
| Type                 | Période             | Variation (en magnitude) | Commentaire                                                                     |
| -------------------- | ------------------- | ------------------------ | ------------------------------------------------------------------------------- |
| α2 Canum Venaticorum | 0,5 à 160 jours     | 0,01 à 0,1               | Étoiles possédant un fort champ magnétique                                      |
| BY Draconis          | 1 heure à 120 jours | 0,01 à 0,5               | Parfois éruptives                                                               |
| Ellipsoïdale         |                     | < 0,2                    | Étoiles binaires tellement proches qu'elles sont déformées                      |
| FK Comae Berenices   | quelques jours      | 0,01 à 0,1               | Étoiles géantes à rotation rapide                                               |
| SX Arietis           |                     | 0,1                      | Étoiles chaudes possédant un fort champ magnétique et un déséquilibre en hélium |

#### Variables éruptives (anciennement appeléesvariables irrégulières)
Une étoile variable éruptive connaît une activité soutenue dans sa chromosphère ou sa couronne qui provoque des variations de luminosité impossibles à prévoir et qui peuvent s'accompagner d'un fort vent stellaire ou d'éjections de matière. Les principaux types de variables éruptives sont :
| Type                 | Commentaire                                                                            |
| -------------------- | -------------------------------------------------------------------------------------- |
| FU Orionis           | Éjections de matière, variations graduelles de plusieurs magnitudes sur plusieurs mois |
| γ Cassiopeiae        | Rotation rapide, éjections d'anneaux ou de coquilles de matière                        |
| γ Orionis            |                                                                                        |
| R Coronae Borealis   | Supergéantes, diminution de luminosité causée par l'éjection de matière carbonée       |
| RS Canum Venaticorum |                                                                                        |
| S Doradus            | Supergéantes bleues très lumineuses                                                    |
| T Tauri              | Étoiles très jeunes, presque en formation                                              |
| UV Ceti              | Étoiles orange ou jaunes, variations de plusieurs magnitudes sur quelques secondes     |
| Étoile Wolf-Rayet    | Étoiles chaudes et massives à un stade d'évolution avancé                              |
| YY Orionis           |                                                                                        |

### Étoiles variables extrinsèques
La variation de luminosité des étoiles variables extrinsèques, telle qu'observée par un observateur terrestre, est due à une cause externe à l'étoile et non pas à une modification de ses propriétés.

#### Variable optique (ou à éclipses)
La cause principale de variabilité extrinsèque est la présence d'une autre étoile autour de l'étoile principale, formant à elles deux une étoile double. Vue sous un certain angle, une de ces deux étoiles peut à intervalles réguliers éclipser l'autre, provoquant ainsi une diminution de la luminosité totale. Il existe aussi des variables à éclipses dont la variabilité est due à la présence d'une planète compagnon.
| Type            | Commentaire                                         |
| --------------- | --------------------------------------------------- |
| Algol           | Composants sphériques                               |
| β Lyrae         | Composants proches déformés par les forces de marée |
| W Ursae Majoris | Composants presque en contact                       |

#### Variables cataclysmiques (anciennement appeléesvariables éruptives)

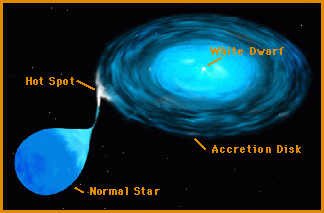
Schéma d'une variable cataclysmique.

Une étoile variable cataclysmique voit sa luminosité évoluer brusquement, généralement sur plusieurs magnitudes, par la suite de phénomènes physiques extrêmement violents.
Dans certains systèmes binaires, les deux étoiles sont si proches l'une de l'autre que la force de gravitation de l'étoile la plus massive arrache une partie de la matière de sa compagne. Dans de nombreux cas, cette masse forme un disque d'accrétion. Ces systèmes sont appelés système binaire en interaction. La distance en deçà de laquelle cette situation peut arriver correspond au « Lobe de Roche » de l'étoile, d'après Édouard Roche, l'astronome ayant créé la théorie de ce genre de système.
Sur l'étoile la plus massive, l'arrivée de cette masse supplémentaire et de composition différente peut, par le déclenchement de réactions nucléaires, provoquer divers phénomènes, parfois cataclysmiques. Les novae classiques, dites aussi récurrentes, sont une des formes les plus spectaculaires de ce phénomène qui se manifeste par d'intenses variations de luminosité. Les novae naines sont une autre catégorie de variables cataclysmiques dont les variations de luminosité, moins spectaculaires, seraient provoquées par une variation de taux d'accrétion dans le disque.
Les variations de luminosité peuvent aussi se produire dans d'autres parties du spectre électromagnétique que le visible, notamment dans le domaine des rayons X. Dans les systèmes nommés binaires X qui seraient constitués d'une étoile normale ou en fin de vie, appelée étoile secondaire et d'une étoile compacte, tel qu'une naine blanche, une étoile à neutrons, voire un trou noir, appelée étoile primaire ; l'interaction de la matière provenant de l'étoile secondaire et de l'intense champ gravitationnel de l'étoile primaire produit une énorme quantité d'énergie dont une partie nous parvient sous forme de rayons X.
| Type                              | Commentaire |
| --------------------------------- | --- |
| Nova                              | Explosion à la suite de la fusion de l'hydrogène à la surface d'une naine blanche |
| Nova récurrente                   | Étoile ayant manifesté au moins deux explosions de type nova |
| Variable cataclysmique magnétique | Système binaire où une naine blanche possède une fort champ magnétique |
| AM Herculis                       | Variable cataclysmique magnétique où le champ magnétique de la naine blanche synchronise sa rotation avec sa période orbitale et crée un « couloir » d'accrétion provenant de son compagnon |
| DQ Herculis                       | Similaire à une variable de type AM Herculis, sans synchronisation |
| AM Canum Venaticorum              | Type particulier de variable cataclysmique où les deux étoiles sont des naines blanches |
| SW Sextantis                      | Type particulier de variable cataclysmique non-magnétique |
| U Geminorum                       | Système binaire où l'une des étoiles dépasse son lobe de Roche |
| SS Cygni                          | Sous-catégorie de U Geminorum |
| SU Ursae Majoris                  | Sous-catégorie de U Geminorum présentant en plus des flashes de très forte intensité |
| Z Camelopardalis                  | Sous-catégorie de U Geminorum où la luminosité de l'étoile peut demeurer constante longtemps après un flash                                                                                 |
| Étoile symbiotique                | Système binaire présentant un transfert de matière de l'une des composantes à l'autre, par vent stellaire ou éjection coronale                                                              |
| Z Andromedae                      | Étoile symbiotique où l'une des composantes, très chaude, ionise une partie de l'enveloppe de gaz de l'autre                                                                                |
| Binaire X                         | Étoile double théorique formée d'un trou noir et d'une étoile à neutrons |
| Supernova                         | Fin de vie violente d'une étoile massive à la suite de l'explosion de celle-ci. Classée dans les variables cataclysmiques, il ne s'agit pas d'une variation extrinsèque.                    |

## Galerie

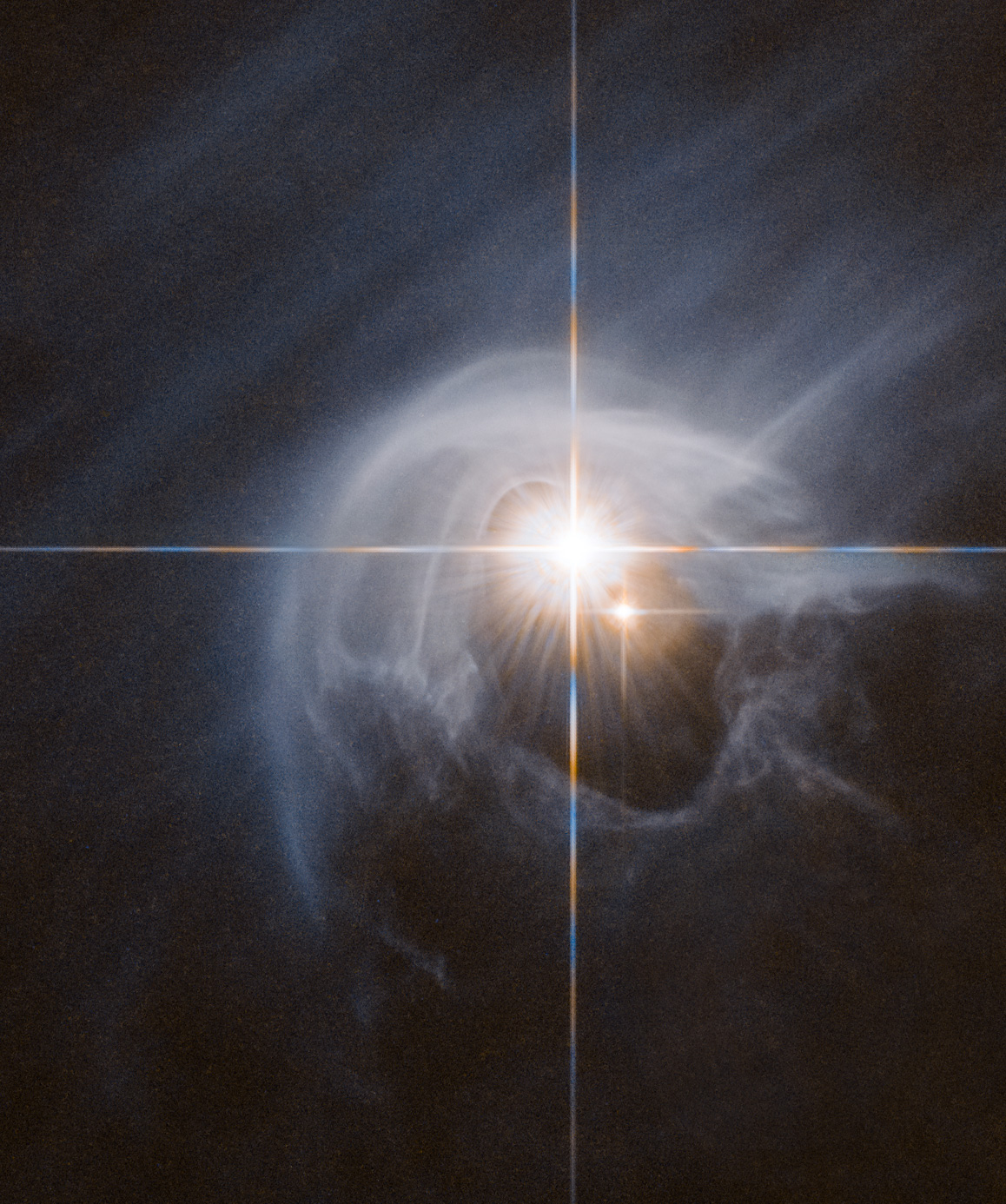
Étoile variable DI Cha
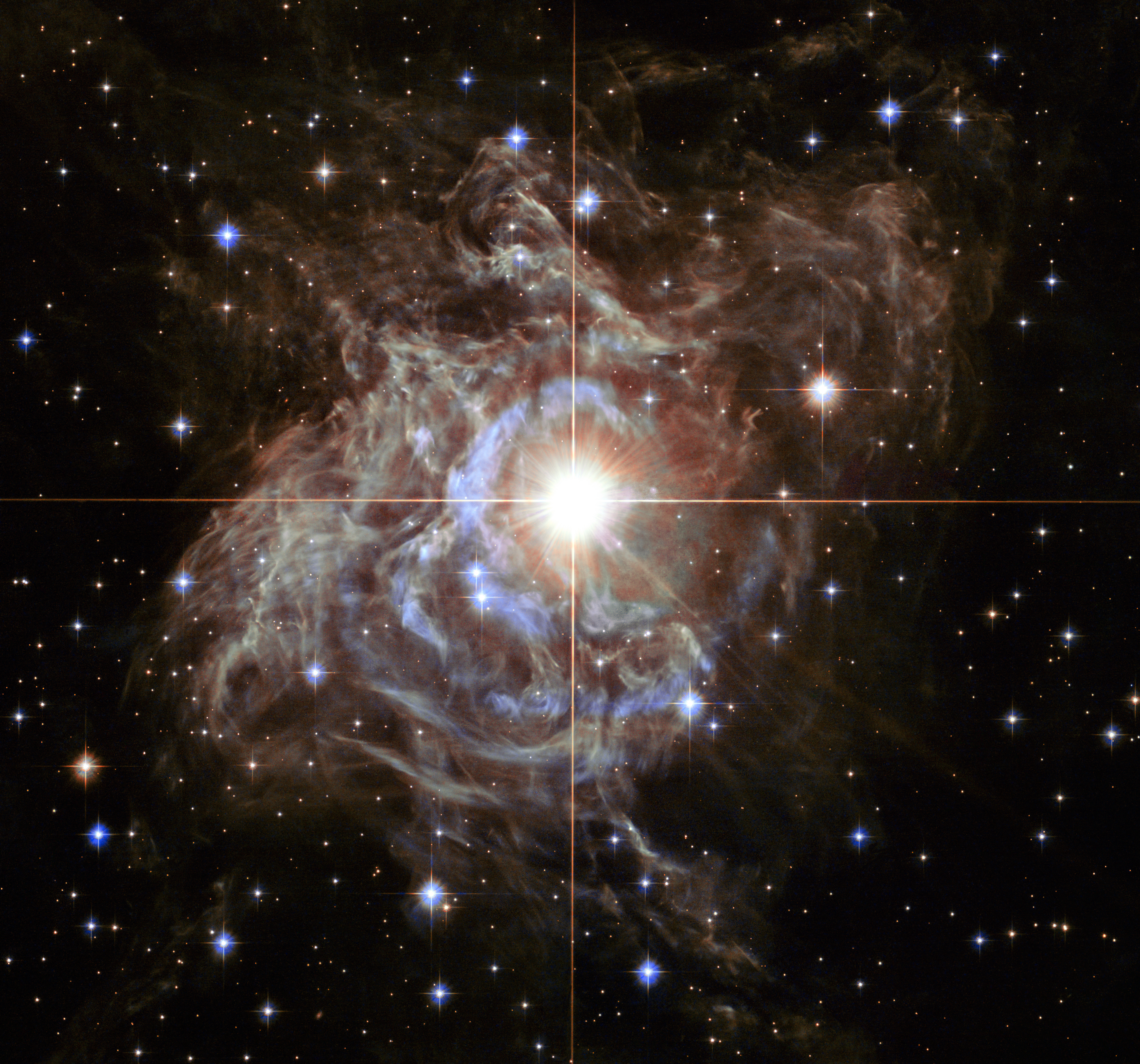
Étoile variable RS Puppis